# Ryszard Polak (1959–2017)

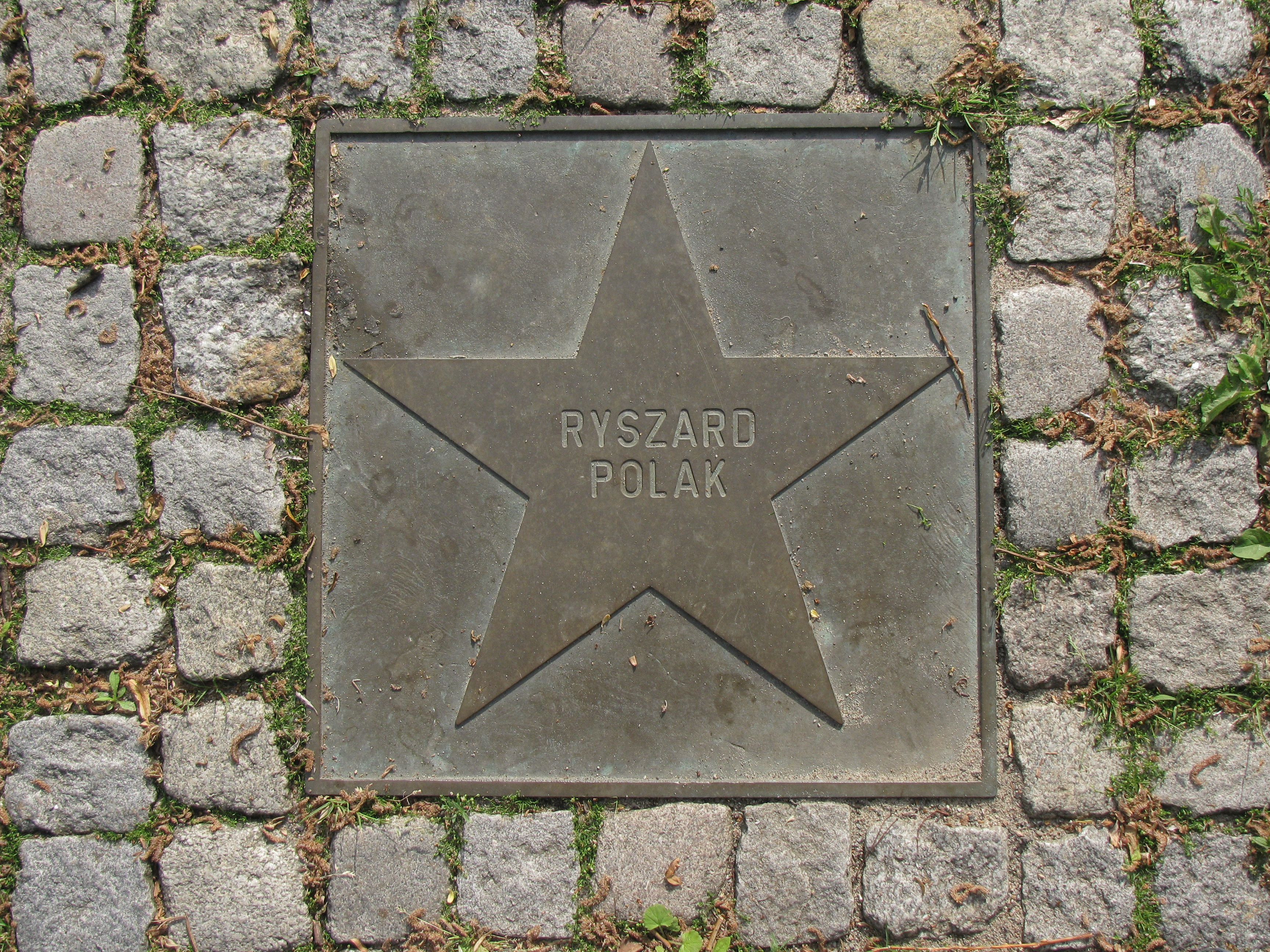
Gwiazda Ryszarda Polaka w Alei Gwiazd Lechii Gdańsk, na koronie stadionu przy ul. Traugutta

Ryszard Polak (ur. 26 lutego 1959 w Sopocie, zm. 9 września 2017) – polski piłkarz grający na pozycji napastnika, zawodnik Lechii Gdańsk.

## Życiorys
Był wychowankiem Lechii Gdańsk. W barwach tejże drużyny debiutował 25 kwietnia 1976 w spotkaniu z Ursusem Warszawa w ramach ówczesnej II ligi. Razem z Lechią awansował do najwyższej klasy rozgrywkowej i w 1983 wywalczył Puchar Polski oraz Superpuchar Polski. Wystąpił również w dwumeczu z Juventusem Turyn w ramach Pucharu Zdobywców Pucharów. W barwach Lechii Gdańsk występował do końca czerwca 1985 i łącznie rozegrał 144 spotkania i strzelił 22 gole, natomiast w ramach najwyższej klasy rozgrywkowej rozegrał 24 mecze i strzelił dwie bramki. W późniejszym okresie grał jeszcze w barwach Igloopolu Dębica, oraz w niemieckich klubach występujących w niższych ligach.